# Serrat Ferrer
El Serrat Ferrer és una serra situada al municipi d'Avinyó, a la comarca catalana del Bages, amb una elevació màxima de 531 metres.